# Chiquemecatitla
Chiquemecatitla är en ort i Mexiko.   Den ligger i kommunen Huejutla de Reyes och delstaten Hidalgo, i den sydöstra delen av landet, 200 km norr om huvudstaden Mexico City. Chiquemecatitla ligger 213 meter över havet och antalet invånare är 404.
Terrängen runt Chiquemecatitla är kuperad åt sydväst, men åt nordost är den platt. Runt Chiquemecatitla är det ganska tätbefolkat, med 199 invånare per kvadratkilometer. Närmaste större samhälle är Huejutla de Reyes, 3,8 km nordväst om Chiquemecatitla. Omgivningarna runt Chiquemecatitla är en mosaik av jordbruksmark och naturlig växtlighet.